# جیمز هاردی
جیمز هاردی (انگلیسی: James Hardie) شرکت مصالح ساختمانی ایرلندی است، که در سال ۱۸۸۸ تأسیس شد. 